# Marcelo Trivisonno
Marcelo Trivisonno (født 8. juni 1966) er en tidligere argentinsk fodboldspiller.
Han har spillet for flere forskellige klubber i sin karriere, herunder Urawa Reds.